# Anisophyllea chartacea
Anisophyllea chartacea är en tvåhjärtbladig växtart som beskrevs av L. Madani. Anisophyllea chartacea ingår i släktet Anisophyllea och familjen Anisophylleaceae. Inga underarter finns listade i Catalogue of Life.